# Манастириште са остацима цркве Свете Петке
Манастириште са остацима цркве Свете Петке се налази у граничном атару села Рибара и Ђуринца на територији општине Сврљиг.
Манастириште, како мештани називају овај локалитет, налази се километар западно од Рибара старим путем ка Ђуринцу, на ширем пропланку. Остаци цркве су добро уочљиви, коју су мештани обновили сухозидом. На апсидалном делу подигли су капелу од дрвета и у њој поставили крст од камена са записом: Овај споменик подижу у славу и част благој света Петки Русалној села Рибаре и Ђуринац 11. 6 1921.г.
По пружању остатака црква је имала припрату, наос и проскомидију, а апсида је покривена поменутом капелом. Грађена је од ломљеног камена и сиге, док опеке нема. Околина је обрасла растињем, док су остаци очишћени од мештана села, који се овде окупљају на дан цркве. 
На основу материјала од кога је грђена, црква је свакако насатла у турском периоду и то највероватније на прелазу из 17. у 18. век.